# HW Близнецов
HW Близнецов (лат. HW Geminorum) — одиночная переменная звезда в созвездии Близнецов на расстоянии (вычисленном из значения параллакса) приблизительно 45 680 световых лет (около 14 006 парсек) от Солнца. Видимая звёздная величина звезды — от +17m до +16m.

## Характеристики
HW Близнецов — жёлтая пульсирующая переменная звезда типа RR Лиры (RRAB) спектрального класса G. Эффективная температура — около 5265 К.